# 宁波东方理工大学
宁波东方理工大学是中國浙江省宁波市一所私立大学，由虞仁荣教育基金会筹办，宁波东方理工高等研究院作为前身，中国科学院院士陈十一担任研究院院长。大学选址镇海区，2022年12月29日开工建设，2023年7月19日永久校区一期（核心区）正式开工。

## 歷史
- 2020年8月，宁波乡贤虞仁荣先生决定捐资200多亿元在宁波新建一所世界一流、理工科特色的新型研究型大学。
- 2022年12月29日，学校永久校区开工建设，规划总建筑面积约150万平方米，计划于2025年起分批逐步建成交付使用。据2022年12月新闻报道，学校暂名宁波东方理工大学，最终名称未确定。
- 2023年7月19日，永久校区一期（核心区）正式开工。
- 2025年6月19日，教育部正式批覆設立寧波東方理工大學。[5]